# Idaea delictata
Idaea delictata là một loài bướm đêm trong họ Geometridae.